# Nikolaus Bette

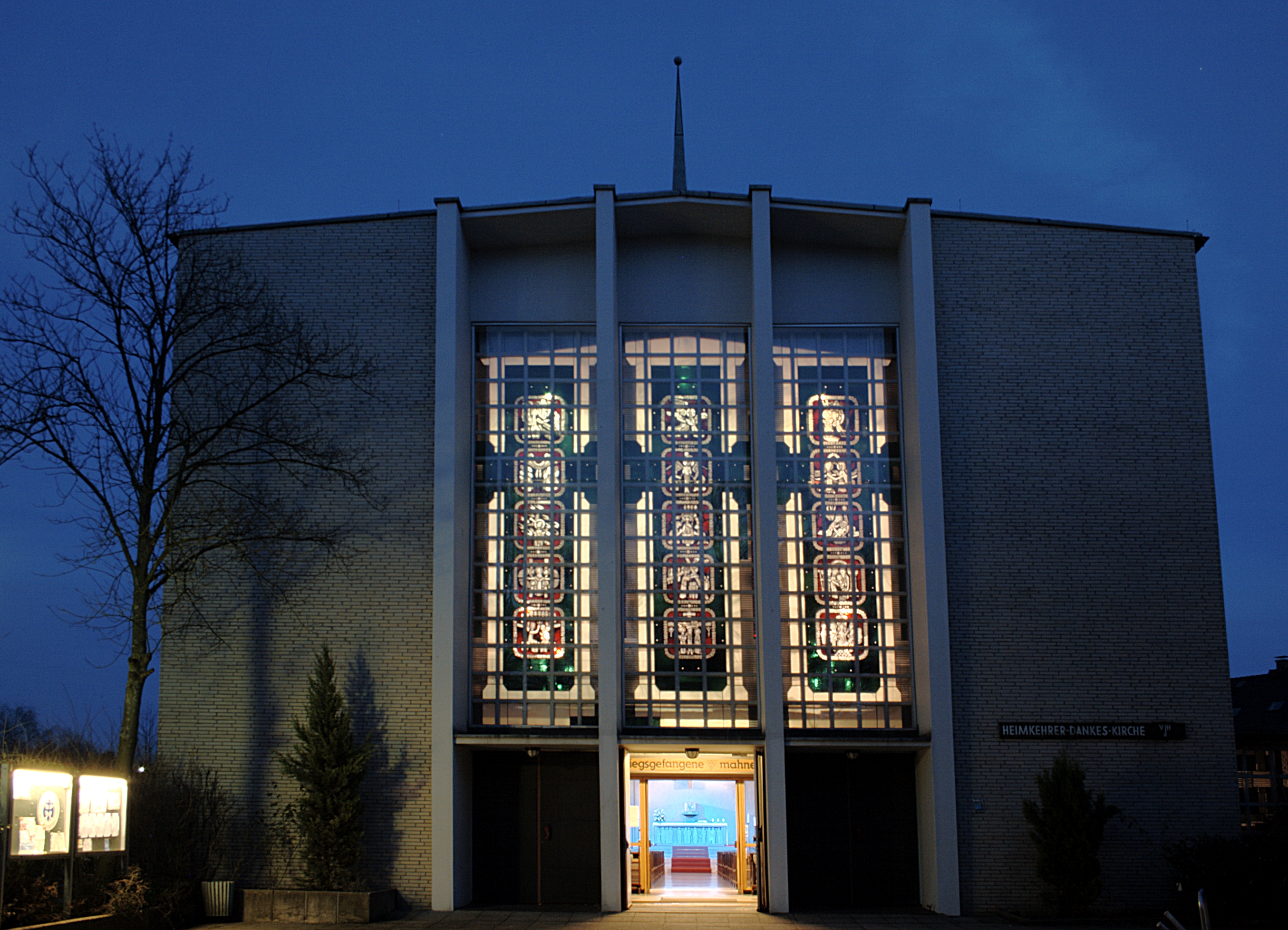
Beleuchtete Fenster „Die 15 Geheimnisse des Rosenkranzes“ (1974) von Bette über dem Hauptportal der Heimkehrer-Dankeskirche in Bochum

Nikolaus Bette (* 7. Dezember 1934 in Bottrop) ist ein deutscher Glasmaler und Maler.

## Leben
Er besuchte bis 1954 die Realschule Bottrop und machte anschließend eine Ausbildung bei dem Glasmaler Wilhelm de Graaff in Essen-Werden. Seine zeichnerische und malerische Ausbildung erhielt er bei Josef van Heekern, einem Maler und Restaurator in Essen-Werden. 1962 und 1963 besuchte er in Salzburg die Internationale Sommerakademie für Bildende Kunst „Schule des Sehens“ unter Oskar Kokoschka, und 1963 war er der 1. Preisträger des Kokoschka-Preises der Stadt Salzburg im Rahmen der Sommerakademie. 1964 nahm er im selben Rahmen an der Lithographieschule unter Slavie Soucek teil. Nach seiner Ausbildung für Glasmalerei war er zunächst freier Mitarbeiter von de Graaff und erhielt ab 1964 selbstständige Aufträge in Glasmalerei, Wandmalerei und Mosaik. 1968 übernahm er das Atelier von Wilhelm de Graaff, der aus gesundheitlichen Gründen ausschied. Seitdem hat er eine große Anzahl von Aufträgen insbesondere für Glasfenster in Kirchen in den Bistümern Paderborn, Hildesheim, Essen, Köln, Trier, Fulda und Osnabrück ausgeführt. Auch nahm er an zahlreichen Ausstellungen und Wettbewerben über Kirchliche Kunst teil.
Er gehört zusammen mit Anton Wendling, Wilhelm Buschulte, Josef Gesing, Georg Meistermann, Ludwig Schaffrath, Johannes Schreiter, Hubert Spierling und Erentrud Trost zu den namhaftesten Glasmalern des 20. Jahrhunderts in Deutschland. Er lebt in Essen-Werden.

## Werk

### Glasfenster
| Ort im Bistum Essen | Kirche / Kapelle                              | Ausführende Glaswerkstatt | Jahr | Anmerkung |
| ------------------- | --------------------------------------------- | ------------------------- | ---- | --------- |
| Bochum-Langendreer  | Unsere Liebe Frau vom Rosenkranz (St. Marien) |                           | 1993 |           |
| Bochum-Weitmar      | Heimkehrer-Dankeskirche (Hl. Familie)         |                           | 1959 |           |

| Ort im Bistum Hildesheim | Kirche / Kapelle              | Ausführende Glaswerkstatt | Jahr | Anmerkung |
| ------------------------ | ----------------------------- | ------------------------- | ---- | --------- |
| Buxtehude                | Mariä Himmelfahrt (Buxtehude) | ?                         | 1973 |           |
| Meinersen                | St. Maria Goretti             | Peters (Paderborn)        |      |           |

| Ort im Bistum Fulda | Kirche / Kapelle | Ausführende Glaswerkstatt | Jahr | Anmerkung |
| ------------------- | ---------------- | ------------------------- | ---- | --------- |
| Felsberg-Gensungen  | Mariae Namen     | Peters (Paderborn)        | 2006 |           |

| Ort im Erzbistum Paderborn | Kirche / Kapelle                           | Ausführende Glaswerkstatt | Jahr    | Anmerkung       |
| -------------------------- | ------------------------------------------ | ------------------------- | ------- | --------------- |
| Bestwig                    | Christkönig                                | Peters (Paderborn)        | 1969    |                 |
| Brakel                     | St. Michael + Joh. Bapt.                   | Peters (Paderborn)        | 1972    |                 |
| Brilon-Alme                | St. Ludger                                 | Peters (Paderborn)        | 1964    | (mit de Graaff) |
| Brilon-Altenbüren          | St. Joh. + Agatha                          | Peters (Paderborn)        | 1972    |                 |
| Brilon-Thülen              | St. Dionysius                              | Peters (Paderborn)        | 1976    |                 |
| Dortmund                   | Franziskanerkirche (3 Chorfenster)         | Peters (Paderborn)        | 1987/88 |                 |
| Dortmund                   | Hl. Dreifaltigkeit                         | Peters (Paderborn)        | 1974    |                 |
| Dortmund                   | St. Johannes Baptist (Chorf. + SakramKap.) | Peters (Paderborn)        | 1967/68 |                 |
| Dortmund                   | St. Suitbert                               | Peters (Paderborn)        | 1984/87 |                 |
| Dortmund-Barop             | St. Franz Xaver                            | Peters (PB+Bp)            | 1971    |                 |
| Dortmund-Kirchderne        | St. Bonifatius (Schiff. lihi)              | Peters (Paderborn)?       | 1977    |                 |
| Dortmund-Lütgendortmund    | St. Magdalena                              | Peters (Paderborn)        | 1986    |                 |
| Dortmund-Marten            | Hl. Familie (F.ü.d. Portal)                | ?                         | ?       |                 |
| Ense-Niederense            | St. Bernhard                               | Koll (Bottrop)            | 1978    |                 |
| Erwitte-Bad Westernkotten  | St. Joh. Evg.                              | Koll (Bottrop)            | 1976    |                 |
| Gelsenkirchen-Buer         | Propsteikirche St. Urbanus                 | ?                         | um 1985 |                 |
| Herne                      | St. Konrad (Schifffenster)                 | Peters (Paderborn)        | 1969    |                 |
| Herne-Holthausen           | Hl. Dreifaltigkeit (F.hi+Kap.)             | Koll (Bottrop)            | 1975    |                 |
| Herne-Holthausen           | Hl. Dreifaltigkeit (Schifffenster)         | Peters (Bottrop)          | 1967    |                 |
| Lennestadt-Maumke          | St. Agatha                                 | Peters (Paderborn)        | 1978    |                 |
| Lichtenau-Atteln           | St. Achatius                               | Peters (Paderborn)        | 1972    |                 |
| Lippstadt-Bökenförde       | St. Dionysius                              | Peters (Paderborn)        | 1969    | (mit de Graaff) |
| Marsberg-Bredelar          | Christkönig                                | Koll (Bottrop)            | 1980    |                 |
| Medebach-Oberschledorn     | St. Antonius                               | Peters (Paderborn)        | 1969    |                 |
| Menden-Lahrfeld            | St. Paulus                                 | Peters (Paderborn)        | 1978    |                 |
| Nieheim-Himmighausen       | St. Antonius                               | Peters (Paderborn)        | 1971    |                 |
| Olpe-Sondern               | Filialkirche                               | Peters (Paderborn)        | 1969    |                 |
| Olsberg-Bigge              | St. Martin                                 | Peters (Paderborn)        | 1975/76 |                 |
| Olsberg                    | St. Nikolaus                               | Peters (Paderborn)        | 1984    |                 |
| Paderborn                  | Dom (Schifffenster)                        | Peters (Paderborn)        | 1981–88 |                 |
| Paderborn-Schloß Neuhaus   | St. Heinrich + Kunigunde                   | Peters (Paderborn)        | 1974    |                 |
| Schmallenberg-Fredeburg    | St. Georg                                  | Koll (Bottrop)            | 1982    |                 |
| Sundern-Hachen             | Mariä Opferung                             | Peters (Paderborn)        | 1966    | (mit de Graaff) |
| Sundern-Hellefeld          | St. Martinus                               | Peters (Paderborn)        | 1973    |                 |
| Verl-Kaunitz               | Maria Immaculata                           | Koll (Bottrop)            | 1976    |                 |
| Warstein                   | St. Petrus                                 | Peters (Paderborn)        | 1967    | (mit de Graaff) |
| Winterberg-Neuastenberg    | St. Laurentius                             | Peters (Paderborn)        | 1962    | (mit de Graaff) |

### Gemälde
Bochum-Langendreer, Kath. Kirche St. Marien, 1991, Ausmalung der Ostwand (13 × 13 m) des Altarraums.